# HSG Hannover-Badenstedt
Die HSG Hannover-Badenstedt war eine Handballspielgemeinschaft der beiden Badenstedter Vereine TV Badenstedt von 1891 e. V. und Badenstedter SC.
Die erste Frauenmannschaft spielte ab der Saison 2016/17 in der 2. Handball-Bundesliga. 2012 gewann die weibliche B-Jugend die deutsche Meisterschaft.
Nach der Saison 2017/18 zog sich Hannover aus der 2. Handball-Bundesliga zurück.
Die HSG wurde nach dem Rückzug des Badenstedter SC aus der Handballspielgemeinschaft am 30. Juni 2018 aufgelöst. Den Spielbetrieb führt seitdem die Handballsparte des TV Badenstedt von 1891 e. V. fort, deren Mannschaften unter dem Namen TV Hannover-Badenstedt starten.